# Список національних парків Німеччини

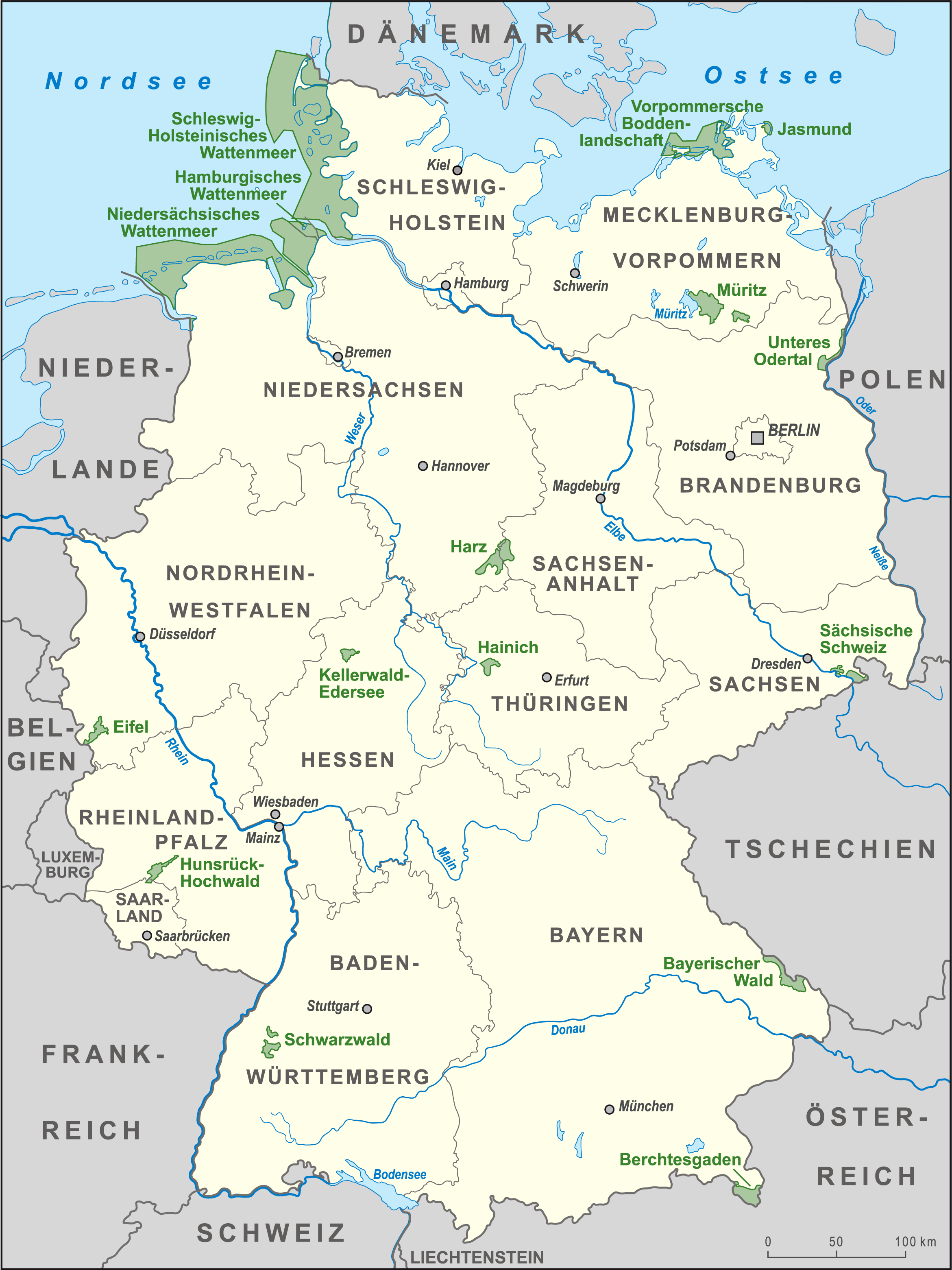
Національні парки Німеччини

Система національних парків Німеччини складається з 15 парків. У списку вони розміщені в порядку просування з півночі на південь. 25 національних парків разом займають ≈2045 км² суші (близько 0.57% площі країни), а з поверхнею моря ≈10396 км².

## Національні парки
|  | №  | Українська назва                                | Оригінальна назва                                | Площа, км² | Рік одержання статусу |
|  | -- | ----------------------------------------------- | ------------------------------------------------ | ---------- | --------------------- |
|  | 1  | Національний парк Шлезвіг-Гольштейнські ватти   | Nationalpark Schleswig-Holsteinisches Wattenmeer | 4415       | 1985                  |
|  | 2  | Національний парк Гамбурзьке ваттове море       | Nationalpark Hamburgisches Wattenmeer            | 137.5      | 1990                  |
|  | 3  | Національний парк Нижньосаксонське ваттове море | Nationalpark Niedersächsisches Wattenmeer        | 3450       | 1986                  |
|  | 4  | Національний парк Ясмунд                        | Nationalpark Jasmund                             | 30.03      | 1990                  |
|  | 5  | Національний парк Західнопомеранські лагуни     | Nationalpark Vorpommersche Boddenlandschaft      | 786        | 1990                  |
|  | 6  | Національний парк Мюріц                         | Nationalpark Müritz                              | 322        | 1990                  |
|  | 7  | Національний парк Нижня долина Одера            | Nationalpark Unteres Odertal                     | 103.23     | 1995                  |
|  | 8  | Національний парк Гарц                          | Nationalpark Harz                                | 247.32     | 2006                  |
|  | 9  | Національний парк Келервальд-Едерзе             | Nationalpark Kellerwald-Edersee                  | 57.24      | 2004                  |
|  | 10 | Національний парк Гайніх                        | Nationalpark Hainich                             | 75.13      | 1997                  |
|  | 11 | Національний парк Айфель                        | Nationalpark Eifel                               | 108.80     | 2004                  |
|  | 12 | Національний парк Саксонська Швейцарія          | Nationalpark Sächsische Schweiz                  | 93.50      | 1990                  |
|  | 13 | Національний парк Баварський ліс                | Nationalpark Bayerischer Wald                    | 242.17     | 1970                  |
|  | 14 | Національний парк Берхтесгаден                  | Nationalpark Berchtesgaden                       | 208.04     | 1978                  |
|  | 15 | Національний парк Шварцвальд                    | Nationalpark Schwarzwald                         | 100.62     | 2014                  |

На території Німеччини також знаходиться 14 біосферних заповідників і 98 природних парків.